# Gensō Suikoden Card Stories
 (août 2019).
Gensō Suikoden Card Stories (幻想水滸伝カードストーリーズ)  est un opus dérivé de la franchise Suikoden de Konami qui comprend à la fois un jeu Game Boy Advance et un jeu de cartes à collectionner physique. Tous deux ont été publiés à l’automne 2001 au Japon et n’ont pas été traduits officiellement dans d’autres langues. Cependant, une traduction anglaise du jeu vidéo a été réalisée par des fans.
Contrairement à d’autres domaines de la franchise Suikoden, dans lesquels l’ intrigue est un élément essentiel du jeu, Card Stories se concentre principalement sur les combats de cartes et moins sur l’intrigue.
La plupart des cartes représentent des personnages qui font à la fois partie de la série de jeux vidéo de rôle de Suikoden et Suikoden II de Konami. Plusieurs cartes présentent également des personnages qui apparaîtront plus tard dans Suikoden III.
Le jeu GBA raconte l’histoire de Suikoden II en apportant quelques modifications sur la manière dont les évènements se déroulent.